# Араду

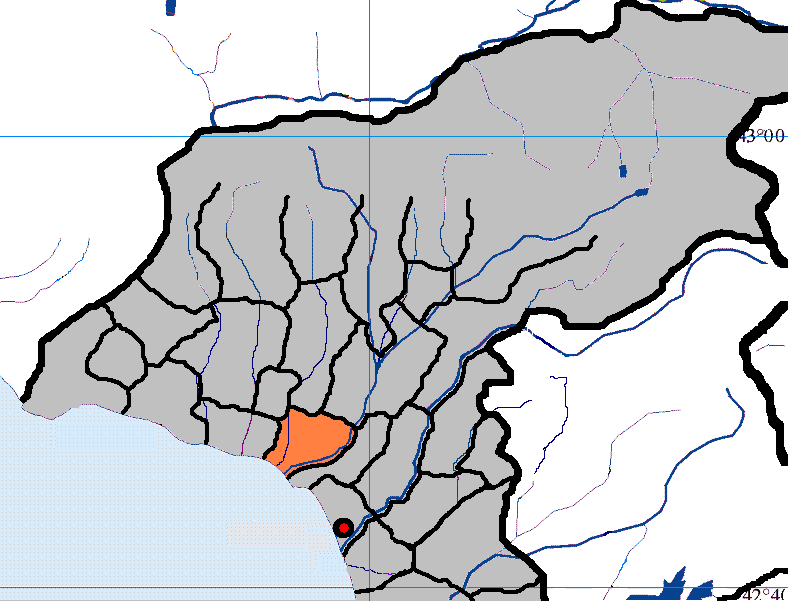
Расположение села Араду

Араду́ (абх. Араду, груз. არადუ) — село в Абхазии, в Очамчырском районе частично признанной Республики Абхазия, согласно административному делению Грузии — в Очамчирском муниципалитете Абхазской Автономной Республики. Расположено в равнинной полосе на побережье Чёрного моря между реками Цхенцкар и Мыку, к северо-западу от райцентра Очамчыра. В административном отношении село представляет собой административный центр Арадусской сельской администрации (абх. Араду ақыҭа ахадара), в прошлом Арадусский сельсовет.

## Границы
На севере Араду граничит с сёлами Моква и Кочара; на востоке — с селом Меркула по реке Моква; на юге территория Араду выходит к черноморскому побережью; на западе — граничит с сёлами Тамыш и Лабра.

## Население
Население Арадусского сельсовета по данным переписи 1989 года составляло 2959 человек, по данным переписи 2011 года население сельской администрации Араду составило 253 человека, в основном абхазы.
| Год переписи | Число жителей                  | Этнический состав                           |
| ------------ | ------------------------------ | ------------------------------------------- |
| 1886         | 355                            | абхазы 100 %                                |
| 1926         | в составе соседних сельсоветов | абхазы; грузины (нет данных)                |
| 1959         | 3274                           | грузины (нет точных данных)                 |
| 1989         | 2959                           | грузины (нет точных данных)                 |
| 2011         | 253                            | абхазы 94,5 %, грузины 2,8 %, русские 1,6 % |

В XIX веке село входило в состав Моквинской сельской общины. По данным переписи населения 1886 года в Араду проживало православных христиан — 344 человека, мусульман-шиитов — 11 человек. По сословному делению в Араду имелось 20 князей, 21 дворянин и 314 крестьян. Представителей православного духовенства и «городских» сословий в Араду не проживало.
В XX веке село Араду то включается в состав соседних сельсоветов, то выделяется в отдельный сельсовет, при этом его границы не стабильны.
В сталинский период на территории Араду в местности Дуюан возникает переселенческий посёлок Цагера, где оседают лечхумские крестьяне из Цагерского района Грузии (отсюда и название посёлка). Кроме того, грузинские переселенцы оседают и в других посёлках Араду. Многие мегрелы поселились здесь ещё в начале XX века.
Абхазское население села к началу 1990-х составляло незначительный процент, многие местные абхазы к тому времени были ассимилированы.
Араду, как и другие прибрежные сёла Очамчырского района, во время грузино-абхазской войны, находилось под контролем грузинской стороны. После войны грузинское население покидает село. Посёлок Цагера был полностью разрушен. В настоящее время население села крайне немногочисленно.

## Историческое деление
Село Араду исторически подразделяется на 2 посёлка (абх. аҳабла):
- Араду Ахабла
- Дуюан (Цагера)